# Francisco Carrazana
Francisco Alexei Carrazana (ur. 23 grudnia 1985) – kubański piłkarz występujący na pozycji pomocnika.

## Kariera klubowa
Francisco Carrazana od 2008 jest zawodnikiem występującym w pierwszej lidze kubańskiej FC Cienfuegos. Z Cienfuegos dwukrotnie zdobył mistrzostwo Kuby w 2008 i 2009.

## Kariera reprezentacyjna
W 2011 Carrazana został powołany do reprezentacji Kuby na Złoty Puchar CONCACAF.